# Philogenia helena
Philogenia helena là loài chuồn chuồn trong họ Megapodagrionidae. Loài này được Hagen mô tả khoa học đầu tiên năm 1869.